# Carlo Troscè
Carlo Troscè (Recanati, 19 maggio 1970) è un ex calciatore italiano, di ruolo centrocampista.

## Carriera

### Gli inizi con la Maceratese
Calcisticamente parlando nasce nel vivaio della Maceratese che negli anni '70 ed '80 aveva già lanciato altri giocatori verso le massime serie, come i fratelli Dino e Giovanni Pagliari.

Giovanissimo esordisce in prima squadra ed insieme a Porro forma una inesperta ma buona coppia di centrocampo.

### Gli anni al Bologna
Viene acquistato dal Bologna e viene svezzato da Gigi Maifredi. Gioca pochissimo in A così l'anno successivo, Franco Scoglio (neo allenatore), decide di mandarlo in prestito al Trento.

Ritorna ai felsinei dove gioca costantemente per quattro stagioni tra B e C1 ;con i rosso-blu prima retrocede poi vi ottiene una promozione che sancisce il ritorno in cadetteria.

A Bologna ritrova, curiosamente, anche l'ex compagno di reparto, ai tempi della Maceratese, Alessandro Porro.

### Fine carriera
Torna in C1 con l'ambiziosa maglia dell'Atletico Catania ma a fine stagione lascia la Sicilia per avvicinarsi a casa e risponde positivamente alla chiamata della Fermana. Gioca pochissimo e decide di lasciare le categorie professionistiche per passare al Gubbio, dove si sposta nel ruolo di difensore centrale e dove centra la promozione in C2.
Nella stagione '99/'00 veste i colori neroverdi del Pordenone Calcio, totalizzando 22 presenze e segnando una sola rete.

Dal 2000 gioca con varie squadre dilettantistiche della zona di Macerata ;oggi è ancora attivo ed è allenatore della squadra giovanissimi della Cluentina squadra dei quartieri collevario e Piediripa di Macerata.
In carriera ha totalizzato complessivamente 4 presenze in Serie A e 54 presenze e 8 reti in Serie B, tutte nelle file del Bologna.

## Palmarès

### Club

#### Competizioni nazionali
- Serie C1: 1

Bologna: 1994-1995
- Campionato Nazionale Dilettanti: 1

Gubbio: 1997-1998